# Volta a Catalunya de 2023
La Volta a Catalunya de 2023 fou la 102a edició de la Volta a Catalunya. La cursa es disputà entre el 20 i el 26 de març de 2023 per carreteres de Catalunya, amb inici a Sant Feliu de Guíxols i final a Barcelona. El recorregut, de 1.194,4 quilòmetres, estava dividit en set etapes. La cursa formava part del calendari de l'UCI World Tour 2023.
Com a al·licients d'aquesta edició destacava la participació del campió del món en ruta, Remco Evenepoel, i la de Primož Roglič (els dos favorits), a banda de suposar el retorn al ciclisme professional d'Egan Bernal després de molts mesos de baixa a causa d'un greu accident. A més, hi participen 10 corredors catalans, cosa que no havia passat en els darrers 30 anys.
L'eslovè Primož Roglič (Jumbo-Visma) es va imposar a la classificació general amb tot just 6 segons d'avantatge sobre el belga Remco Evenepoel (Alpecin-Deceuninck). A més, tots dos es van imposar també en dues etapes, Roglič en la classificació dels punts i Evenepoel en la de la muntanya i la de joves. Marc Soler (UAE TEam Emirates), quart a la classificació general, fou el millor català.

## Equips participants
Vint-i-cinc equips van participar en la prova: 18 de categoria UCI WorldTeam i 7 de categoria UCI ProTeam, formant així un escamot de 175 ciclistes. Els equips participants foren:
| WorldTeams (18)- AG2R Citroën Team - Astana Qazaqstan Team - Alpecin-Deceuninck - Bahrain Victorious - Bora-Hansgrohe - Cofidis - EF Education-EasyPost - Groupama-FDJ - Ineos Grenadiers - Intermarché-Circus-Wanty - Jumbo-Visma - Movistar Team - Soudal Quick-Step - Arkéa-Samsic - Team DSM - Team Jayco AlUla - Trek-Segafredo - UAE Team Emirates ProTeams (7)- Burgos-BH - Caja Rural-Seguros RGA - Equipo Kern Pharma - Euskaltel-Euskadi - Israel-Premier Tech - Lotto Dstny - Uno-X Pro Cycling Team |
| |

## Etapes
| Etapa    | Data       | Ciutats d'etapa                               | type                    | Distància (km) | Desnivell (m) | Vencedor de l'etapa | Líder de la general |
| -------- | ---------- | --------------------------------------------- | ----------------------- | -------------- | ------------- | ------------------- | ------------------- |
| 1a etapa | 20 de març | Sant Feliu de Guíxols – Sant Feliu de Guíxols | etapa plana             | 164,6          | 2.090 m       | Primož Roglič       | Primož Roglič       |
| 2a etapa | 21 de març | Mataró – Vallter 2000                         | etapa de muntanya       | 165,4          | 3.289 m       | Giulio Ciccone      | Primož Roglič       |
| 3a etapa | 22 de març | Olost – La Molina                             | etapa de muntanya       | 180,6          | 3.995 m       | Remco Evenepoel     | Primož Roglič       |
| 4a etapa | 23 de març | Llívia – Sabadell                             | etapa plana             | 188,2          | 2.437 m       | Kaden Groves        | Primož Roglič       |
| 5a etapa | 24 de març | Tortosa – Terres de l'Ebre                    | etapa de muntanya       | 176,6          | 2.623 m       | Primož Roglič       | Primož Roglič       |
| 6a etapa | 25 de març | Martorell – Molins de Rei                     | etapa de mitja muntanya | 174,1          | 2.574 m       | Kaden Groves        | Primož Roglič       |
| 7a etapa | 26 de març | Barcelona – Barcelona                         | etapa de mitja muntanya | 135,8          | 1.914 m       | Remco Evenepoel     | Primož Roglič       |

### 1a etapa
Sant Feliu de Guíxols - Sant Feliu de Guíxols. 20 de març de 2023. 164,6 km
| \| Classificació de l'etapa \| Classificació de l'etapa \| Classificació de l'etapa \| Classificació de l'etapa \| Classificació de l'etapa \| \| Corredor \| Corredor \| Equip \| Temps \| \| \| ------------------------ \| ------------------------ \| ------------------------ \| ------------------------ \| ------------------------ \| \| 1r \| Primož Roglič \| Jumbo-Visma \| 3h 48' 17" \| \| \| 2n \| Remco Evenepoel \| Soudal Quick-Step \| + 0" \| \| \| 3r \| Ide Schelling \| Bora-Hansgrohe \| + 0" \| \| \| 4t \| Maxim Van Gils \| Lotto Dstny \| + 0" \| \| \| 5è \| Giulio Ciccone \| Trek-Segafredo \| + 0" \| \| \| 6è \| Ethan Hayter \| Ineos Grenadiers \| + 0" \| \| \| 7è \| Dorian Godon \| AG2R Citroën Team \| + 0" \| \| \| 8è \| Ilan Van Wilder \| Soudal Quick-Step \| + 0" \| \| \| 9è \| Milan Menten \| Lotto Dstny \| + 0" \| \| \| 10è \| Bryan Coquard \| Cofidis \| + 0" \| \| |                 |                   |            |
| |                 |                   |            |
| Font: ProCyclingStats |                 |                   |            |
| Classificació de l'etapa |                 |                   |            |
| Corredor | Corredor        | Equip             | Temps      |
| 1r | Primož Roglič   | Jumbo-Visma       | 3h 48' 17" |
| 2n | Remco Evenepoel | Soudal Quick-Step | + 0"       |
| 3r | Ide Schelling   | Bora-Hansgrohe    | + 0"       |
| 4t | Maxim Van Gils  | Lotto Dstny       | + 0"       |
| 5è | Giulio Ciccone  | Trek-Segafredo    | + 0"       |
| 6è | Ethan Hayter    | Ineos Grenadiers  | + 0"       |
| 7è | Dorian Godon    | AG2R Citroën Team | + 0"       |
| 8è | Ilan Van Wilder | Soudal Quick-Step | + 0"       |
| 9è | Milan Menten    | Lotto Dstny       | + 0"       |
| 10è | Bryan Coquard   | Cofidis           | + 0"       |

| \| Classificació general \| Classificació general \| Classificació general \| Classificació general \| Classificació general \| \| Corredor \| Corredor \| Equip \| Temps \| \| \| --------------------- \| --------------------- \| --------------------- \| --------------------- \| --------------------- \| \| 1r \| Primož Roglič \| Jumbo-Visma \| 3h 48' 07" \| \| \| 2n \| Remco Evenepoel \| Soudal Quick-Step \| + 4" \| \| \| 3r \| Ide Schelling \| Bora-Hansgrohe \| + 6" \| \| \| 4t \| Maxim Van Gils \| Lotto Dstny \| + 10" \| \| \| 5è \| Giulio Ciccone \| Trek-Segafredo \| + 10" \| \| \| 6è \| Ethan Hayter \| Ineos Grenadiers \| + 10" \| \| \| 7è \| Dorian Godon \| AG2R Citroën Team \| + 10" \| \| \| 8è \| Ilan Van Wilder \| Soudal Quick-Step \| + 10" \| \| \| 9è \| Milan Menten \| Lotto Dstny \| + 10" \| \| \| 10è \| Bryan Coquard \| Cofidis \| + 10" \| \| |                 |                   |            |
| |                 |                   |            |
| Font: ProCyclingStats |                 |                   |            |
| Classificació general |                 |                   |            |
| Corredor | Corredor        | Equip             | Temps      |
| 1r | Primož Roglič   | Jumbo-Visma       | 3h 48' 07" |
| 2n | Remco Evenepoel | Soudal Quick-Step | + 4"       |
| 3r | Ide Schelling   | Bora-Hansgrohe    | + 6"       |
| 4t | Maxim Van Gils  | Lotto Dstny       | + 10"      |
| 5è | Giulio Ciccone  | Trek-Segafredo    | + 10"      |
| 6è | Ethan Hayter    | Ineos Grenadiers  | + 10"      |
| 7è | Dorian Godon    | AG2R Citroën Team | + 10"      |
| 8è | Ilan Van Wilder | Soudal Quick-Step | + 10"      |
| 9è | Milan Menten    | Lotto Dstny       | + 10"      |
| 10è | Bryan Coquard   | Cofidis           | + 10"      |

### 2a etapa
Mataró - Vallter 2000. 21 de març de 2023. 165,4 km
| \| Classificació de l'etapa \| Classificació de l'etapa \| Classificació de l'etapa \| Classificació de l'etapa \| Classificació de l'etapa \| \| Corredor \| Corredor \| Equip \| Temps \| \| \| ------------------------ \| ------------------------ \| ------------------------ \| ------------------------ \| ------------------------ \| \| 1r \| Giulio Ciccone \| Trek-Segafredo \| 4h 13' 37" \| \| \| 2n \| Primož Roglič \| Jumbo-Visma \| + 0" \| \| \| 3r \| Remco Evenepoel \| Soudal Quick-Step \| + 0" \| \| \| 4t \| Mikel Landa Meana \| Bahrain Victorious \| + 11" \| \| \| 5è \| Adam Yates \| UAE Team Emirates \| + 11" \| \| \| 6è \| João Almeida \| UAE Team Emirates \| + 11" \| \| \| 7è \| Esteban Chaves Rubio \| EF Education-EasyPost \| + 15" \| \| \| 8è \| Michael Woods \| Israel-Premier Tech \| + 15" \| \| \| 9è \| Jai Hindley \| Bora-Hansgrohe \| + 15" \| \| \| 10è \| Cian Uijtdebroeks \| Bora-Hansgrohe \| + 15" \| \| |                      |                       |            |
| |                      |                       |            |
| Font: ProCyclingStats |                      |                       |            |
| Classificació de l'etapa |                      |                       |            |
| Corredor | Corredor             | Equip                 | Temps      |
| 1r | Giulio Ciccone       | Trek-Segafredo        | 4h 13' 37" |
| 2n | Primož Roglič        | Jumbo-Visma           | + 0"       |
| 3r | Remco Evenepoel      | Soudal Quick-Step     | + 0"       |
| 4t | Mikel Landa Meana    | Bahrain Victorious    | + 11"      |
| 5è | Adam Yates           | UAE Team Emirates     | + 11"      |
| 6è | João Almeida         | UAE Team Emirates     | + 11"      |
| 7è | Esteban Chaves Rubio | EF Education-EasyPost | + 15"      |
| 8è | Michael Woods        | Israel-Premier Tech   | + 15"      |
| 9è | Jai Hindley          | Bora-Hansgrohe        | + 15"      |
| 10è | Cian Uijtdebroeks    | Bora-Hansgrohe        | + 15"      |

| \| Classificació general \| Classificació general \| Classificació general \| Classificació general \| Classificació general \| \| Corredor \| Corredor \| Equip \| Temps \| \| \| --------------------- \| --------------------- \| --------------------- \| --------------------- \| --------------------- \| \| 1r \| Primož Roglič \| Jumbo-Visma \| 8h 01' 38" \| \| \| 2n \| Remco Evenepoel \| Soudal Quick-Step \| + 6" \| \| \| 3r \| Giulio Ciccone \| Trek-Segafredo \| + 6" \| \| \| 4t \| Mikel Landa Meana \| Bahrain Victorious \| + 27" \| \| \| 5è \| João Almeida \| UAE Team Emirates \| + 27" \| \| \| 6è \| Michael Woods \| Israel-Premier Tech \| + 31" \| \| \| 7è \| Jai Hindley \| Bora-Hansgrohe \| + 31" \| \| \| 8è \| Esteban Chaves Rubio \| EF Education-EasyPost \| + 31" \| \| \| 9è \| Cian Uijtdebroeks \| Bora-Hansgrohe \| + 41" \| \| \| 10è \| Marc Soler i Giménez \| UAE Team Emirates \| + 46" \| \| |                      |                       |            |
| |                      |                       |            |
| Font: ProCyclingStats |                      |                       |            |
| Classificació general |                      |                       |            |
| Corredor | Corredor             | Equip                 | Temps      |
| 1r | Primož Roglič        | Jumbo-Visma           | 8h 01' 38" |
| 2n | Remco Evenepoel      | Soudal Quick-Step     | + 6"       |
| 3r | Giulio Ciccone       | Trek-Segafredo        | + 6"       |
| 4t | Mikel Landa Meana    | Bahrain Victorious    | + 27"      |
| 5è | João Almeida         | UAE Team Emirates     | + 27"      |
| 6è | Michael Woods        | Israel-Premier Tech   | + 31"      |
| 7è | Jai Hindley          | Bora-Hansgrohe        | + 31"      |
| 8è | Esteban Chaves Rubio | EF Education-EasyPost | + 31"      |
| 9è | Cian Uijtdebroeks    | Bora-Hansgrohe        | + 41"      |
| 10è | Marc Soler i Giménez | UAE Team Emirates     | + 46"      |

### 3a etapa
Olost - La Molina. 22 de març de 2023. 180,6 km
| \| Classificació de l'etapa \| Classificació de l'etapa \| Classificació de l'etapa \| Classificació de l'etapa \| Classificació de l'etapa \| \| Corredor \| Corredor \| Equip \| Temps \| \| \| ------------------------ \| ------------------------ \| ------------------------ \| ------------------------ \| ------------------------ \| \| 1r \| Remco Evenepoel \| Soudal Quick-Step \| 4h 40' 43" \| \| \| 2n \| Primož Roglič \| Jumbo-Visma \| + 2" \| \| \| 3r \| Giulio Ciccone \| Trek-Segafredo \| + 13" \| \| \| 4t \| Jai Hindley \| Bora-Hansgrohe \| + 13" \| \| \| 5è \| João Almeida \| UAE Team Emirates \| + 13" \| \| \| 6è \| Mikel Landa Meana \| Bahrain Victorious \| + 13" \| \| \| 7è \| Michael Woods \| Israel-Premier Tech \| + 13" \| \| \| 8è \| Cian Uijtdebroeks \| Bora-Hansgrohe \| + 13" \| \| \| 9è \| Esteban Chaves Rubio \| EF Education-EasyPost \| + 13" \| \| \| 10è \| Romain Bardet \| Team DSM \| + 13" \| \| |                      |                       |            |
| |                      |                       |            |
| Font: ProCyclingStats |                      |                       |            |
| Classificació de l'etapa |                      |                       |            |
| Corredor | Corredor             | Equip                 | Temps      |
| 1r | Remco Evenepoel      | Soudal Quick-Step     | 4h 40' 43" |
| 2n | Primož Roglič        | Jumbo-Visma           | + 2"       |
| 3r | Giulio Ciccone       | Trek-Segafredo        | + 13"      |
| 4t | Jai Hindley          | Bora-Hansgrohe        | + 13"      |
| 5è | João Almeida         | UAE Team Emirates     | + 13"      |
| 6è | Mikel Landa Meana    | Bahrain Victorious    | + 13"      |
| 7è | Michael Woods        | Israel-Premier Tech   | + 13"      |
| 8è | Cian Uijtdebroeks    | Bora-Hansgrohe        | + 13"      |
| 9è | Esteban Chaves Rubio | EF Education-EasyPost | + 13"      |
| 10è | Romain Bardet        | Team DSM              | + 13"      |

| \| Classificació general \| Classificació general \| Classificació general \| Classificació general \| Classificació general \| \| Corredor \| Corredor \| Equip \| Temps \| \| \| --------------------- \| --------------------- \| --------------------- \| --------------------- \| --------------------- \| \| 1r \| Primož Roglič \| Jumbo-Visma \| 38h 10' 22" \| \| \| 2n \| Remco Evenepoel \| Soudal Quick-Step \| + 0" \| \| \| 3r \| Giulio Ciccone \| Trek-Segafredo \| + 19" \| \| \| 4t \| Mikel Landa Meana \| Bahrain Victorious \| + 44" \| \| \| 5è \| João Almeida \| UAE Team Emirates \| + 44" \| \| \| 6è \| Jai Hindley \| Bora-Hansgrohe \| + 48" \| \| \| 7è \| Michael Woods \| Israel-Premier Tech \| + 48" \| \| \| 8è \| Esteban Chaves Rubio \| EF Education-EasyPost \| + 48" \| \| \| 9è \| Cian Uijtdebroeks \| Bora-Hansgrohe \| + 58" \| \| \| 10è \| Marc Soler i Giménez \| UAE Team Emirates \| + 1' 12" \| \| |                      |                       |             |
| |                      |                       |             |
| Font: ProCyclingStats |                      |                       |             |
| Classificació general |                      |                       |             |
| Corredor | Corredor             | Equip                 | Temps       |
| 1r | Primož Roglič        | Jumbo-Visma           | 38h 10' 22" |
| 2n | Remco Evenepoel      | Soudal Quick-Step     | + 0"        |
| 3r | Giulio Ciccone       | Trek-Segafredo        | + 19"       |
| 4t | Mikel Landa Meana    | Bahrain Victorious    | + 44"       |
| 5è | João Almeida         | UAE Team Emirates     | + 44"       |
| 6è | Jai Hindley          | Bora-Hansgrohe        | + 48"       |
| 7è | Michael Woods        | Israel-Premier Tech   | + 48"       |
| 8è | Esteban Chaves Rubio | EF Education-EasyPost | + 48"       |
| 9è | Cian Uijtdebroeks    | Bora-Hansgrohe        | + 58"       |
| 10è | Marc Soler i Giménez | UAE Team Emirates     | + 1' 12"    |

### 4a etapa
Llívia - Sabadell. 23 de març de 2023. 188,2 km
| \| Classificació de l'etapa \| Classificació de l'etapa \| Classificació de l'etapa \| Classificació de l'etapa \| Classificació de l'etapa \| \| Corredor \| Corredor \| Equip \| Temps \| \| \| ------------------------ \| ------------------------ \| ------------------------ \| ------------------------ \| ------------------------ \| \| 1r \| Kaden Groves \| Alpecin-Deceuninck \| 4h 19' 37" \| \| \| 2n \| Bryan Coquard \| Cofidis \| + 0" \| \| \| 3r \| Corbin Strong \| Israel-Premier Tech \| + 0" \| \| \| 4t \| Ide Schelling \| Bora-Hansgrohe \| + 0" \| \| \| 5è \| Clément Venturini \| AG2R Citroën Team \| + 0" \| \| \| 6è \| Frederik Wandahl \| Bora-Hansgrohe \| + 0" \| \| \| 7è \| Jon Aberasturi Izaga \| Trek-Segafredo \| + 0" \| \| \| 8è \| Milan Menten \| Lotto Dstny \| + 0" \| \| \| 9è \| Arne Marit \| Intermarché-Circus-Wanty \| + 0" \| \| \| 10è \| Simone Velasco \| Astana Qazaqstan Team \| + 0" \| \| |                      |                          |            |
| |                      |                          |            |
| Font: ProCyclingStats |                      |                          |            |
| Classificació de l'etapa |                      |                          |            |
| Corredor | Corredor             | Equip                    | Temps      |
| 1r | Kaden Groves         | Alpecin-Deceuninck       | 4h 19' 37" |
| 2n | Bryan Coquard        | Cofidis                  | + 0"       |
| 3r | Corbin Strong        | Israel-Premier Tech      | + 0"       |
| 4t | Ide Schelling        | Bora-Hansgrohe           | + 0"       |
| 5è | Clément Venturini    | AG2R Citroën Team        | + 0"       |
| 6è | Frederik Wandahl     | Bora-Hansgrohe           | + 0"       |
| 7è | Jon Aberasturi Izaga | Trek-Segafredo           | + 0"       |
| 8è | Milan Menten         | Lotto Dstny              | + 0"       |
| 9è | Arne Marit           | Intermarché-Circus-Wanty | + 0"       |
| 10è | Simone Velasco       | Astana Qazaqstan Team    | + 0"       |

| \| Classificació general \| Classificació general \| Classificació general \| Classificació general \| Classificació general \| \| Corredor \| Corredor \| Equip \| Temps \| \| \| --------------------- \| --------------------- \| --------------------- \| --------------------- \| --------------------- \| \| 1r \| Primož Roglič \| Jumbo-Visma \| 17h 01' 54" \| \| \| 2n \| Remco Evenepoel \| Soudal Quick-Step \| + 0" \| \| \| 3r \| Giulio Ciccone \| Trek-Segafredo \| + 19" \| \| \| 4t \| Mikel Landa Meana \| Bahrain Victorious \| + 44" \| \| \| 5è \| João Almeida \| UAE Team Emirates \| + 44" \| \| \| 6è \| Michael Woods \| Israel-Premier Tech \| + 48" \| \| \| 7è \| Jai Hindley \| Bora-Hansgrohe \| + 48" \| \| \| 8è \| Esteban Chaves Rubio \| EF Education-EasyPost \| + 48" \| \| \| 9è \| Cian Uijtdebroeks \| Bora-Hansgrohe \| + 58" \| \| \| 10è \| Marc Soler i Giménez \| UAE Team Emirates \| + 1' 12" \| \| |                      |                       |             |
| |                      |                       |             |
| Font: ProCyclingStats |                      |                       |             |
| Classificació general |                      |                       |             |
| Corredor | Corredor             | Equip                 | Temps       |
| 1r | Primož Roglič        | Jumbo-Visma           | 17h 01' 54" |
| 2n | Remco Evenepoel      | Soudal Quick-Step     | + 0"        |
| 3r | Giulio Ciccone       | Trek-Segafredo        | + 19"       |
| 4t | Mikel Landa Meana    | Bahrain Victorious    | + 44"       |
| 5è | João Almeida         | UAE Team Emirates     | + 44"       |
| 6è | Michael Woods        | Israel-Premier Tech   | + 48"       |
| 7è | Jai Hindley          | Bora-Hansgrohe        | + 48"       |
| 8è | Esteban Chaves Rubio | EF Education-EasyPost | + 48"       |
| 9è | Cian Uijtdebroeks    | Bora-Hansgrohe        | + 58"       |
| 10è | Marc Soler i Giménez | UAE Team Emirates     | + 1' 12"    |

### 5a etapa
Tortosa - Mont Caro. 24 de març de 2023. 176,6 km
| \| Classificació de l'etapa \| Classificació de l'etapa \| Classificació de l'etapa \| Classificació de l'etapa \| Classificació de l'etapa \| \| Corredor \| Corredor \| Equip \| Temps \| \| \| ------------------------ \| ------------------------ \| ------------------------ \| ------------------------ \| ------------------------ \| \| 1r \| Primož Roglič \| Jumbo-Visma \| 4h 27' 41" \| \| \| 2n \| Remco Evenepoel \| Soudal Quick-Step \| + 6" \| \| \| 3r \| João Almeida \| UAE Team Emirates \| + 12" \| \| \| 4t \| Marc Soler i Giménez \| UAE Team Emirates \| + 12" \| \| \| 5è \| Rigoberto Urán \| EF Education-EasyPost \| + 44" \| \| \| 6è \| Lenny Martinez \| Groupama-FDJ \| + 47" \| \| \| 7è \| Mikel Landa Meana \| Bahrain Victorious \| + 56" \| \| \| 8è \| Michael Woods \| Israel-Premier Tech \| + 56" \| \| \| 9è \| Jai Hindley \| Bora-Hansgrohe \| + 1' 04" \| \| \| 10è \| Cian Uijtdebroeks \| Bora-Hansgrohe \| + 1' 15" \| \| |                      |                       |            |
| |                      |                       |            |
| Font: ProCyclingStats |                      |                       |            |
| Classificació de l'etapa |                      |                       |            |
| Corredor | Corredor             | Equip                 | Temps      |
| 1r | Primož Roglič        | Jumbo-Visma           | 4h 27' 41" |
| 2n | Remco Evenepoel      | Soudal Quick-Step     | + 6"       |
| 3r | João Almeida         | UAE Team Emirates     | + 12"      |
| 4t | Marc Soler i Giménez | UAE Team Emirates     | + 12"      |
| 5è | Rigoberto Urán       | EF Education-EasyPost | + 44"      |
| 6è | Lenny Martinez       | Groupama-FDJ          | + 47"      |
| 7è | Mikel Landa Meana    | Bahrain Victorious    | + 56"      |
| 8è | Michael Woods        | Israel-Premier Tech   | + 56"      |
| 9è | Jai Hindley          | Bora-Hansgrohe        | + 1' 04"   |
| 10è | Cian Uijtdebroeks    | Bora-Hansgrohe        | + 1' 15"   |

| \| Classificació general \| Classificació general \| Classificació general \| Classificació general \| Classificació general \| \| Corredor \| Corredor \| Equip \| Temps \| \| \| --------------------- \| --------------------- \| --------------------- \| --------------------- \| --------------------- \| \| 1r \| Primož Roglič \| Jumbo-Visma \| 21h 29' 25" \| \| \| 2n \| Remco Evenepoel \| Soudal Quick-Step \| + 10" \| \| \| 3r \| João Almeida \| UAE Team Emirates \| + 1' 02" \| \| \| 4t \| Mikel Landa Meana \| Bahrain Victorious \| + 1' 50" \| \| \| 5è \| Marc Soler i Giménez \| UAE Team Emirates \| + 1' 50" \| \| \| 6è \| Michael Woods \| Israel-Premier Tech \| + 1' 54" \| \| \| 7è \| Giulio Ciccone \| Trek-Segafredo \| + 1' 57" \| \| \| 8è \| Jai Hindley \| Bora-Hansgrohe \| + 2' 02" \| \| \| 9è \| Cian Uijtdebroeks \| Bora-Hansgrohe \| + 2' 23" \| \| \| 10è \| Rigoberto Urán \| EF Education-EasyPost \| + 2' 44" \| \| |                      |                       |             |
| |                      |                       |             |
| Font: ProCyclingStats |                      |                       |             |
| Classificació general |                      |                       |             |
| Corredor | Corredor             | Equip                 | Temps       |
| 1r | Primož Roglič        | Jumbo-Visma           | 21h 29' 25" |
| 2n | Remco Evenepoel      | Soudal Quick-Step     | + 10"       |
| 3r | João Almeida         | UAE Team Emirates     | + 1' 02"    |
| 4t | Mikel Landa Meana    | Bahrain Victorious    | + 1' 50"    |
| 5è | Marc Soler i Giménez | UAE Team Emirates     | + 1' 50"    |
| 6è | Michael Woods        | Israel-Premier Tech   | + 1' 54"    |
| 7è | Giulio Ciccone       | Trek-Segafredo        | + 1' 57"    |
| 8è | Jai Hindley          | Bora-Hansgrohe        | + 2' 02"    |
| 9è | Cian Uijtdebroeks    | Bora-Hansgrohe        | + 2' 23"    |
| 10è | Rigoberto Urán       | EF Education-EasyPost | + 2' 44"    |

### 6a etapa
Martorell - Molins de Rei. 25 de març de 2023. 183,2 km
| \| Classificació de l'etapa \| Classificació de l'etapa \| Classificació de l'etapa \| Classificació de l'etapa \| Classificació de l'etapa \| \| Corredor \| Corredor \| Equip \| Temps \| \| \| ------------------------ \| ------------------------ \| ------------------------ \| ------------------------ \| ------------------------ \| \| 1r \| Kaden Groves \| Alpecin-Deceuninck \| 3h 50' 32" \| \| \| 2n \| Bryan Coquard \| Cofidis \| + 0" \| \| \| 3r \| Ide Schelling \| Bora-Hansgrohe \| + 0" \| \| \| 4t \| Maxim Van Gils \| Lotto Dstny \| + 0" \| \| \| 5è \| Remco Evenepoel \| Soudal Quick-Step \| + 0" \| \| \| 6è \| Andreas Kron \| Lotto Dstny \| + 0" \| \| \| 7è \| Dorian Godon \| AG2R Citroën Team \| + 0" \| \| \| 8è \| Patrick Konrad \| Bora-Hansgrohe \| + 0" \| \| \| 9è \| Primož Roglič \| Jumbo-Visma \| + 0" \| \| \| 10è \| Finn Fisher-Black \| UAE Team Emirates \| + 0" \| \| |                   |                    |            |
| |                   |                    |            |
| Font: ProCyclingStats |                   |                    |            |
| Classificació de l'etapa |                   |                    |            |
| Corredor | Corredor          | Equip              | Temps      |
| 1r | Kaden Groves      | Alpecin-Deceuninck | 3h 50' 32" |
| 2n | Bryan Coquard     | Cofidis            | + 0"       |
| 3r | Ide Schelling     | Bora-Hansgrohe     | + 0"       |
| 4t | Maxim Van Gils    | Lotto Dstny        | + 0"       |
| 5è | Remco Evenepoel   | Soudal Quick-Step  | + 0"       |
| 6è | Andreas Kron      | Lotto Dstny        | + 0"       |
| 7è | Dorian Godon      | AG2R Citroën Team  | + 0"       |
| 8è | Patrick Konrad    | Bora-Hansgrohe     | + 0"       |
| 9è | Primož Roglič     | Jumbo-Visma        | + 0"       |
| 10è | Finn Fisher-Black | UAE Team Emirates  | + 0"       |

| \| Classificació general \| Classificació general \| Classificació general \| Classificació general \| Classificació general \| \| Corredor \| Corredor \| Equip \| Temps \| \| \| --------------------- \| --------------------- \| --------------------- \| --------------------- \| --------------------- \| \| 1r \| Primož Roglič \| Jumbo-Visma \| 25h 19' 52" \| \| \| 2n \| Remco Evenepoel \| Soudal Quick-Step \| + 10" \| \| \| 3r \| João Almeida \| UAE Team Emirates \| + 1' 07" \| \| \| 4t \| Marc Soler i Giménez \| UAE Team Emirates \| + 1' 54" \| \| \| 5è \| Mikel Landa Meana \| Bahrain Victorious \| + 1' 55" \| \| \| 6è \| Michael Woods \| Israel-Premier Tech \| + 1' 59" \| \| \| 7è \| Giulio Ciccone \| Trek-Segafredo \| + 2' 02" \| \| \| 8è \| Jai Hindley \| Bora-Hansgrohe \| + 2' 07" \| \| \| 9è \| Cian Uijtdebroeks \| Bora-Hansgrohe \| + 2' 28" \| \| \| 10è \| Rigoberto Urán \| EF Education-EasyPost \| + 2' 49" \| \| |                      |                       |             |
| |                      |                       |             |
| Font: ProCyclingStats |                      |                       |             |
| Classificació general |                      |                       |             |
| Corredor | Corredor             | Equip                 | Temps       |
| 1r | Primož Roglič        | Jumbo-Visma           | 25h 19' 52" |
| 2n | Remco Evenepoel      | Soudal Quick-Step     | + 10"       |
| 3r | João Almeida         | UAE Team Emirates     | + 1' 07"    |
| 4t | Marc Soler i Giménez | UAE Team Emirates     | + 1' 54"    |
| 5è | Mikel Landa Meana    | Bahrain Victorious    | + 1' 55"    |
| 6è | Michael Woods        | Israel-Premier Tech   | + 1' 59"    |
| 7è | Giulio Ciccone       | Trek-Segafredo        | + 2' 02"    |
| 8è | Jai Hindley          | Bora-Hansgrohe        | + 2' 07"    |
| 9è | Cian Uijtdebroeks    | Bora-Hansgrohe        | + 2' 28"    |
| 10è | Rigoberto Urán       | EF Education-EasyPost | + 2' 49"    |

### 7a etapa
Barcelona - Barcelona. 26 de març de 2023. 135,8 km
| \| Classificació de l'etapa \| Classificació de l'etapa \| Classificació de l'etapa \| Classificació de l'etapa \| Classificació de l'etapa \| \| Corredor \| Corredor \| Equip \| Temps \| \| \| ------------------------ \| -------------------------- \| ------------------------ \| ------------------------ \| ------------------------ \| \| 1r \| Remco Evenepoel \| Soudal Quick-Step \| 2h 59' 24" \| \| \| 2n \| Primož Roglič \| Jumbo-Visma \| + 0" \| \| \| 3r \| Marc Soler i Giménez \| UAE Team Emirates \| + 53" \| \| \| 4t \| Corbin Strong \| Israel-Premier Tech \| + 58" \| \| \| 5è \| Giulio Ciccone \| Trek-Segafredo \| + 58" \| \| \| 6è \| Andreas Kron \| Lotto Dstny \| + 58" \| \| \| 7è \| Mikel Landa Meana \| Bahrain Victorious \| + 58" \| \| \| 8è \| David de la Cruz Melgarejo \| Astana Qazaqstan Team \| + 58" \| \| \| 9è \| Koen Bouwman \| Jumbo-Visma \| + 58" \| \| \| 10è \| Oscar Onley \| Team DSM \| + 58" \| \| |                            |                       |            |
| |                            |                       |            |
| Font: ProCyclingStats |                            |                       |            |
| Classificació de l'etapa |                            |                       |            |
| Corredor | Corredor                   | Equip                 | Temps      |
| 1r | Remco Evenepoel            | Soudal Quick-Step     | 2h 59' 24" |
| 2n | Primož Roglič              | Jumbo-Visma           | + 0"       |
| 3r | Marc Soler i Giménez       | UAE Team Emirates     | + 53"      |
| 4t | Corbin Strong              | Israel-Premier Tech   | + 58"      |
| 5è | Giulio Ciccone             | Trek-Segafredo        | + 58"      |
| 6è | Andreas Kron               | Lotto Dstny           | + 58"      |
| 7è | Mikel Landa Meana          | Bahrain Victorious    | + 58"      |
| 8è | David de la Cruz Melgarejo | Astana Qazaqstan Team | + 58"      |
| 9è | Koen Bouwman               | Jumbo-Visma           | + 58"      |
| 10è | Oscar Onley                | Team DSM              | + 58"      |

### Classificació general
| \| Classificació general \| Classificació general \| Classificació general \| Classificació general \| Classificació general \| \| Corredor \| Corredor \| Equip \| Temps \| \| \| --------------------- \| --------------------- \| --------------------- \| --------------------- \| --------------------- \| \| 1r \| Primož Roglič \| Jumbo-Visma \| 28h 19' 10" \| \| \| 2n \| Remco Evenepoel \| Soudal Quick-Step \| + 6" \| \| \| 3r \| João Almeida \| UAE Team Emirates \| + 2' 11" \| \| \| 4t \| Marc Soler i Giménez \| UAE Team Emirates \| + 2' 49" \| \| \| 5è \| Mikel Landa Meana \| Bahrain Victorious \| + 2' 59" \| \| \| 6è \| Michael Woods \| Israel-Premier Tech \| + 3' 03" \| \| \| 7è \| Giulio Ciccone \| Trek-Segafredo \| + 3' 06" \| \| \| 8è \| Jai Hindley \| Bora-Hansgrohe \| + 3' 11" \| \| \| 9è \| Cian Uijtdebroeks \| Bora-Hansgrohe \| + 3' 32" \| \| \| 10è \| Rigoberto Urán \| EF Education-EasyPost \| + 3' 53" \| \| |                      |                       |             |
| |                      |                       |             |
| Font: ProCyclingStats |                      |                       |             |
| Classificació general |                      |                       |             |
| Corredor | Corredor             | Equip                 | Temps       |
| 1r | Primož Roglič        | Jumbo-Visma           | 28h 19' 10" |
| 2n | Remco Evenepoel      | Soudal Quick-Step     | + 6"        |
| 3r | João Almeida         | UAE Team Emirates     | + 2' 11"    |
| 4t | Marc Soler i Giménez | UAE Team Emirates     | + 2' 49"    |
| 5è | Mikel Landa Meana    | Bahrain Victorious    | + 2' 59"    |
| 6è | Michael Woods        | Israel-Premier Tech   | + 3' 03"    |
| 7è | Giulio Ciccone       | Trek-Segafredo        | + 3' 06"    |
| 8è | Jai Hindley          | Bora-Hansgrohe        | + 3' 11"    |
| 9è | Cian Uijtdebroeks    | Bora-Hansgrohe        | + 3' 32"    |
| 10è | Rigoberto Urán       | EF Education-EasyPost | + 3' 53"    |

### Classificacions secundàries
| Classificació de la muntanya | Classificació de la muntanya | Classificació de la muntanya | Classificació de la muntanya | Classificació de la muntanya |
| Corredor                     | Corredor                     | Equip                        | Punts                        |                              |
| ---------------------------- | ---------------------------- | ---------------------------- | ---------------------------- | ---------------------------- |
| 1r                           | Remco Evenepoel              | Soudal Quick-Step            | 69 pts                       |                              |
| 2n                           | Primož Roglič                | Jumbo-Visma                  | 68 pts                       |                              |
| 3r                           | Guillaume Martin             | Cofidis                      | 61 pts                       |                              |
| 4t                           | Simone Petilli               | Intermarché-Circus-Wanty     | 37 pts                       |                              |
| 5è                           | Giulio Ciccone               | Trek-Segafredo               | 32 pts                       |                              |
| 6è                           | João Almeida                 | UAE Team Emirates            | 29 pts                       |                              |
| 7è                           | Marc Soler i Giménez         | UAE Team Emirates            | 27 pts                       |                              |
| 8è                           | Richard Carapaz Montenegro   | EF Education-EasyPost        | 22 pts                       |                              |
| 9è                           | Maxim Van Gils               | Lotto Dstny                  | 20 pts                       |                              |
| 10è                          | Mikel Landa Meana            | Bahrain Victorious           | 16 pts                       |                              |

| Classificació de la muntanya | Classificació de la muntanya | Classificació de la muntanya | Classificació de la muntanya | Classificació de la muntanya |
| Corredor                     | Corredor                     | Equip                        | Punts                        |                              |
| ---------------------------- | ---------------------------- | ---------------------------- | ---------------------------- | ---------------------------- |
| 1r                           | Remco Evenepoel              | Soudal Quick-Step            | 69 pts                       |                              |
| 2n                           | Primož Roglič                | Jumbo-Visma                  | 68 pts                       |                              |
| 3r                           | Guillaume Martin             | Cofidis                      | 61 pts                       |                              |
| 4t                           | Simone Petilli               | Intermarché-Circus-Wanty     | 37 pts                       |                              |
| 5è                           | Giulio Ciccone               | Trek-Segafredo               | 32 pts                       |                              |
| 6è                           | João Almeida                 | UAE Team Emirates            | 29 pts                       |                              |
| 7è                           | Marc Soler i Giménez         | UAE Team Emirates            | 27 pts                       |                              |
| 8è                           | Richard Carapaz Montenegro   | EF Education-EasyPost        | 22 pts                       |                              |
| 9è                           | Maxim Van Gils               | Lotto Dstny                  | 20 pts                       |                              |
| 10è                          | Mikel Landa Meana            | Bahrain Victorious           | 16 pts                       |                              |

| Classificació per punts | Classificació per punts    | Classificació per punts  | Classificació per punts | Classificació per punts |
| Corredor                | Corredor                   | Equip                    | Punts                   |                         |
| ----------------------- | -------------------------- | ------------------------ | ----------------------- | ----------------------- |
| 1r                      | Primož Roglič              | Jumbo-Visma              | 43 pts                  |                         |
| 2n                      | Remco Evenepoel            | Soudal Quick-Step        | 41 pts                  |                         |
| 3r                      | Kaden Groves               | Alpecin-Deceuninck       | 20 pts                  |                         |
| 4t                      | Giulio Ciccone             | Trek-Segafredo           | 14 pts                  |                         |
| 5è                      | Bryan Coquard              | Cofidis                  | 12 pts                  |                         |
| 6è                      | Simone Petilli             | Intermarché-Circus-Wanty | 8 pts                   |                         |
| 7è                      | Ide Schelling              | Bora-Hansgrohe           | 8 pts                   |                         |
| 8è                      | Richard Carapaz Montenegro | EF Education-EasyPost    | 6 pts                   |                         |
| 9è                      | Marc Soler i Giménez       | UAE Team Emirates        | 5 pts                   |                         |
| 10è                     | Roger Adrià Oliveras       | Equipo Kern Pharma       | 4 pts                   |                         |

| Classificació per punts | Classificació per punts    | Classificació per punts  | Classificació per punts | Classificació per punts |
| Corredor                | Corredor                   | Equip                    | Punts                   |                         |
| ----------------------- | -------------------------- | ------------------------ | ----------------------- | ----------------------- |
| 1r                      | Primož Roglič              | Jumbo-Visma              | 43 pts                  |                         |
| 2n                      | Remco Evenepoel            | Soudal Quick-Step        | 41 pts                  |                         |
| 3r                      | Kaden Groves               | Alpecin-Deceuninck       | 20 pts                  |                         |
| 4t                      | Giulio Ciccone             | Trek-Segafredo           | 14 pts                  |                         |
| 5è                      | Bryan Coquard              | Cofidis                  | 12 pts                  |                         |
| 6è                      | Simone Petilli             | Intermarché-Circus-Wanty | 8 pts                   |                         |
| 7è                      | Ide Schelling              | Bora-Hansgrohe           | 8 pts                   |                         |
| 8è                      | Richard Carapaz Montenegro | EF Education-EasyPost    | 6 pts                   |                         |
| 9è                      | Marc Soler i Giménez       | UAE Team Emirates        | 5 pts                   |                         |
| 10è                     | Roger Adrià Oliveras       | Equipo Kern Pharma       | 4 pts                   |                         |

| Classificació del millor jove | Classificació del millor jove | Classificació del millor jove | Classificació del millor jove | Classificació del millor jove |
| Corredor                      | Corredor                      | Equip                         | Temps                         |                               |
| ----------------------------- | ----------------------------- | ----------------------------- | ----------------------------- | ----------------------------- |
| 1r                            | Remco Evenepoel               | Soudal Quick-Step             | 28h 19' 16"                   |                               |
| 2n                            | Cian Uijtdebroeks             | Bora-Hansgrohe                | + 3' 26"                      |                               |
| 3r                            | Lenny Martinez                | Groupama-FDJ                  | + 4' 19"                      |                               |
| 4t                            | Lennert Van Eetvelt           | Lotto Dstny                   | + 6' 21"                      |                               |
| 5è                            | Oscar Onley                   | Team DSM                      | + 25' 45"                     |                               |
| 6è                            | Ilan Van Wilder               | Soudal Quick-Step             | + 29' 19"                     |                               |
| 7è                            | Hugo Toumire                  | Cofidis                       | + 33' 34"                     |                               |
| 8è                            | Matthew Riccitello            | Israel-Premier Tech           | + 37' 03"                     |                               |
| 9è                            | Finn Fisher-Black             | UAE Team Emirates             | + 39' 52"                     |                               |
| 10è                           | Raúl García Pierna            | Equipo Kern Pharma            | + 47' 42"                     |                               |

| Classificació del millor jove | Classificació del millor jove | Classificació del millor jove | Classificació del millor jove | Classificació del millor jove |
| Corredor                      | Corredor                      | Equip                         | Temps                         |                               |
| ----------------------------- | ----------------------------- | ----------------------------- | ----------------------------- | ----------------------------- |
| 1r                            | Remco Evenepoel               | Soudal Quick-Step             | 28h 19' 16"                   |                               |
| 2n                            | Cian Uijtdebroeks             | Bora-Hansgrohe                | + 3' 26"                      |                               |
| 3r                            | Lenny Martinez                | Groupama-FDJ                  | + 4' 19"                      |                               |
| 4t                            | Lennert Van Eetvelt           | Lotto Dstny                   | + 6' 21"                      |                               |
| 5è                            | Oscar Onley                   | Team DSM                      | + 25' 45"                     |                               |
| 6è                            | Ilan Van Wilder               | Soudal Quick-Step             | + 29' 19"                     |                               |
| 7è                            | Hugo Toumire                  | Cofidis                       | + 33' 34"                     |                               |
| 8è                            | Matthew Riccitello            | Israel-Premier Tech           | + 37' 03"                     |                               |
| 9è                            | Finn Fisher-Black             | UAE Team Emirates             | + 39' 52"                     |                               |
| 10è                           | Raúl García Pierna            | Equipo Kern Pharma            | + 47' 42"                     |                               |

| Classificació per equips | Classificació per equips | Classificació per equips | Classificació per equips |
| Equip                    | Equip                    | Temps                    |                          |
| ------------------------ | ------------------------ | ------------------------ | ------------------------ |
| 1r                       | UAE Team Emirates        | 85h 08' 48"              |                          |
| 2n                       | EF Education-EasyPost    | + 8' 54"                 |                          |
| 3r                       | Bora-Hansgrohe           | + 9' 45"                 |                          |
| 4t                       | Movistar Team            | + 13' 35"                |                          |
| 5è                       | Bahrain Victorious       | + 15' 59"                |                          |
| 6è                       | AG2R Citroën Team        | + 16' 09"                |                          |
| 7è                       | Jumbo-Visma              | + 17' 30"                |                          |
| 8è                       | Cofidis                  | + 32' 43"                |                          |
| 9è                       | Israel-Premier Tech      | + 33' 04"                |                          |
| 10è                      | Soudal Quick-Step        | + 40' 36"                |                          |

| Classificació per equips | Classificació per equips | Classificació per equips | Classificació per equips |
| Equip                    | Equip                    | Temps                    |                          |
| ------------------------ | ------------------------ | ------------------------ | ------------------------ |
| 1r                       | UAE Team Emirates        | 85h 08' 48"              |                          |
| 2n                       | EF Education-EasyPost    | + 8' 54"                 |                          |
| 3r                       | Bora-Hansgrohe           | + 9' 45"                 |                          |
| 4t                       | Movistar Team            | + 13' 35"                |                          |
| 5è                       | Bahrain Victorious       | + 15' 59"                |                          |
| 6è                       | AG2R Citroën Team        | + 16' 09"                |                          |
| 7è                       | Jumbo-Visma              | + 17' 30"                |                          |
| 8è                       | Cofidis                  | + 32' 43"                |                          |
| 9è                       | Israel-Premier Tech      | + 33' 04"                |                          |
| 10è                      | Soudal Quick-Step        | + 40' 36"                |                          |

## Evolució de les classificacions
| Etapa                  | Vencedor               | Classificació general | Classificació de la muntanya | Classificació dels esprints | Classificació dels joves | Classificació per equips |
| ---------------------- | ---------------------- | --------------------- | ---------------------------- | --------------------------- | ------------------------ | ------------------------ |
| 1                      | Primož Roglič          | Primož Roglič         | Jetse Bol                    | Primož Roglič               | Remco Evenepoel          | Bora-Hansgrohe           |
| 2                      | Giulio Ciccone         | Primož Roglič         | Giulio Ciccone               | Primož Roglič               | Remco Evenepoel          | UAE Team Emirates        |
| 3                      | Remco Evenepoel        | Primož Roglič         | Simone Petilli               | Primož Roglič               | Remco Evenepoel          | UAE Team Emirates        |
| 4                      | Kaden Groves           | Primož Roglič         | Guillaume Martin             | Primož Roglič               | Remco Evenepoel          | UAE Team Emirates        |
| 5                      | Primož Roglič          | Primož Roglič         | Primož Roglič                | Primož Roglič               | Remco Evenepoel          | UAE Team Emirates        |
| 6                      | Kaden Groves           | Primož Roglič         | Primož Roglič                | Primož Roglič               | Remco Evenepoel          | UAE Team Emirates        |
| 7                      | Remco Evenepoel        | Primož Roglič         | Remco Evenepoel              | Primož Roglič               | Remco Evenepoel          | UAE Team Emirates        |
| Classificacions finals | Classificacions finals | Primož Roglič         | Remco Evenepoel              | Primož Roglič               | Remco Evenepoel          | UAE Team Emirates        |

## Llista de participants
| Bora-Hansgrohe BOH | Bora-Hansgrohe BOH      | Bora-Hansgrohe BOH |
| ------------------ | ----------------------- | ------------------ |
| Núm                | Ciclista                | Pos                |
| 1                  | Jai Hindley (AUS)       | 8è                 |
| 2                  | Patrick Konrad (AUT)    | 72è                |
| 3                  | Cian Uijtdebroeks (BEL) | 9è                 |
| 4                  | Frederik Wandahl (DEN)  | 82è                |
| 5                  | Ide Schelling (NED)     | 95è                |
| 6                  | Matteo Fabbro (ITA)     | 69è                |
| 7                  | Anton Palzer (GER)      | 37è                |

| Jumbo-Visma TJV | Jumbo-Visma TJV         | Jumbo-Visma TJV |
| --------------- | ----------------------- | --------------- |
| Núm             | Ciclista                | Pos             |
| 11              | Primož Roglič (SLO)     | 1r              |
| 12              | Tobias Foss (NOR)       | 66è             |
| 13              | Koen Bouwman (NED)      | 40è             |
| 14              | Sepp Kuss (USA)         | 19è             |
| 15              | Michel Hessmann (GER)   | 117è            |
| 16              | Steven Kruijswijk (NED) | 34è             |
| 17              | Robert Gesink (NED)     | 88è             |

| UAE Team Emirates UAD | UAE Team Emirates UAD      | UAE Team Emirates UAD |
| --------------------- | -------------------------- | --------------------- |
| Núm                   | Ciclista                   | Pos                   |
| 21                    | João Almeida (POR) (ruta)  | 3r                    |
| 22                    | Adam Yates (GBR)           | 28è                   |
| 23                    | George Bennett (NZL)       | 60è                   |
| 24                    | Rafał Majka (POL)          | 36è                   |
| 25                    | Finn Fisher-Black (NZL)    | 56è                   |
| 26                    | Ivo Oliveira (POR)         | 130è                  |
| 27                    | Marc Soler i Giménez (ESP) | 4t                    |

| Ineos Grenadiers IGD | Ineos Grenadiers IGD               | Ineos Grenadiers IGD |
| -------------------- | ---------------------------------- | -------------------- |
| Núm                  | Ciclista                           | Pos                  |
| 31                   | Egan Bernal Gómez (COL)            | DNF-6                |
| 32                   | Geraint Thomas (GBR)               | 45è                  |
| 33                   | Ethan Hayter (GBR)                 | 63è                  |
| 34                   | Lucas Plapp (AUS) (ruta)           | NP-1                 |
| 35                   | Ben Tulett (GBR)                   | 87è                  |
| 36                   | Jonathan Castroviejo Nicolás (ESP) | 16è                  |
| 37                   | Salvatore Puccio (ITA)             | 80è                  |

| Intermarché-Circus-Wanty ICW | Intermarché-Circus-Wanty ICW | Intermarché-Circus-Wanty ICW |
| ---------------------------- | ---------------------------- | ---------------------------- |
| Núm                          | Ciclista                     | Pos                          |
| 41                           | Louis Meintjes (RSA)         | NP-4                         |
| 42                           | Rune Herregodts (BEL)        | 126è                         |
| 43                           | Rein Taaramäe (EST)          | 33è                          |
| 44                           | Arne Marit (BEL)             | 121è                         |
| 45                           | Laurens Huys (BEL)           | 55è                          |
| 46                           | Simone Petilli (ITA)         | 31è                          |
| 47                           | Tom Paquot (BEL)             | NP-7                         |

| Soudal Quick-Step SOQ | Soudal Quick-Step SOQ        | Soudal Quick-Step SOQ |
| --------------------- | ---------------------------- | --------------------- |
| Núm                   | Ciclista                     | Pos                   |
| 51                    | Remco Evenepoel (BEL) (ruta) | 2n                    |
| 52                    | Jan Hirt (CZE)               | 49è                   |
| 53                    | Ilan Van Wilder (BEL)        | 43è                   |
| 54                    | Louis Vervaeke (BEL)         | DNF-7                 |
| 55                    | Fausto Masnada (ITA)         | 64è                   |
| 56                    | Mattia Cattaneo (ITA)        | 70è                   |
| 57                    | Pieter Serry (BEL)           | DNF-7                 |

| Groupama-FDJ GFC | Groupama-FDJ GFC        | Groupama-FDJ GFC |
| ---------------- | ----------------------- | ---------------- |
| Núm              | Ciclista                | Pos              |
| 61               | Michael Storer (AUS)    | NP-4             |
| 62               | Bruno Armirail (FRA)    | 48è              |
| 63               | Reuben Thompson (NZL)   | 81è              |
| 64               | Lenny Martinez (FRA)    | 12è              |
| 65               | Lorenzo Germani (ITA)   | 111è             |
| 66               | Mathieu Ladagnous (FRA) | 109è             |
| 67               | Clément Davy (FRA)      | DNF-3            |

| Bahrain Victorious TBV | Bahrain Victorious TBV    | Bahrain Victorious TBV |
| ---------------------- | ------------------------- | ---------------------- |
| Núm                    | Ciclista                  | Pos                    |
| 71                     | Mikel Landa Meana (ESP)   | 5è                     |
| 72                     | Gino Mäder (SUI)          | 46è                    |
| 73                     | Jack Haig (AUS)           | DNF-7                  |
| 74                     | Hermann Pernsteiner (AUT) | 42è                    |
| 75                     | Wout Poels (NED)          | 29è                    |
| 76                     | Rainer Kepplinger (AUT)   | DNF-7                  |
| 77                     | Yukiya Arashiro (JPN)     | DNF-7                  |

| Alpecin-Deceuninck ADC | Alpecin-Deceuninck ADC  | Alpecin-Deceuninck ADC |
| ---------------------- | ----------------------- | ---------------------- |
| Núm                    | Ciclista                | Pos                    |
| 81                     | Stefano Oldani (ITA)    | 77è                    |
| 82                     | Nicola Conci (ITA)      | 58è                    |
| 83                     | Kaden Groves (AUS)      | 110è                   |
| 84                     | Xandro Meurisse (BEL)   | 83è                    |
| 85                     | Oscar Riesebeek (NED)   | NP-5                   |
| 86                     | Kristian Sbaragli (ITA) | NP-2                   |
| 87                     | Jimmy Janssens (BEL)    | DNF-6                  |

| Cofidis COF | Cofidis COF               | Cofidis COF |
| ----------- | ------------------------- | ----------- |
| Núm         | Ciclista                  | Pos         |
| 91          | Jesús Herrada López (ESP) | 17è         |
| 92          | Guillaume Martin (FRA)    | 27è         |
| 93          | Bryan Coquard (FRA)       | 98è         |
| 94          | Alexandre Delettre (FRA)  | 123è        |
| 95          | José Herrada López (ESP)  | DNF-7       |
| 96          | Hugo Toumire (FRA)        | 50è         |
| 97          | Thomas Champion (FRA)     | 125è        |

| Movistar Team MOV | Movistar Team MOV               | Movistar Team MOV |
| ----------------- | ------------------------------- | ----------------- |
| Núm               | Ciclista                        | Pos               |
| 101               | Carlos Verona Quintanilla (ESP) | 21è               |
| 102               | Iván Ramiro Sosa Cuervo (COL)   | 20è               |
| 103               | Einer Rubio (COL)               | 13è               |
| 104               | José Joaquín Rojas Gil (ESP)    | NP-4              |
| 105               | William Barta (USA)             | 41è               |
| 106               | Sergio Samitier (ESP)           | 99è               |
| 107               | Antonio Pedrero López (ESP)     | DNF-7             |

| Trek-Segafredo TFS | Trek-Segafredo TFS           | Trek-Segafredo TFS |
| ------------------ | ---------------------------- | ------------------ |
| Núm                | Ciclista                     | Pos                |
| 111                | Giulio Ciccone (ITA)         | 7è                 |
| 112                | Juan Pedro López (ESP)       | 23è                |
| 113                | Quinn Simmons (USA)          | NP-5               |
| 114                | Jon Aberasturi Izaga (ESP)   | DNF-7              |
| 115                | Kenny Elissonde (FRA)        | DNF-2              |
| 116                | Dario Cataldo (ITA)          | DNF-1              |
| 117                | Marc Brustenga Masagué (ESP) | DNF-6              |

| Arkéa-Samsic ARK | Arkéa-Samsic ARK        | Arkéa-Samsic ARK |
| ---------------- | ----------------------- | ---------------- |
| Núm              | Ciclista                | Pos              |
| 121              | Hugo Hofstetter (FRA)   | DNF-2            |
| 122              | Anthony Delaplace (FRA) | NP-2             |
| 123              | Élie Gesbert (FRA)      | 22è              |
| 124              | Louis Barré (FRA)       | 4t               |
| 125              | Maxime Bouet (FRA)      | DNF-1            |
| 126              | Łukasz Owsian (POL)     | NP-6             |
| 127              | Ewen Costiou (FRA)      | 93è              |

| AG2R Citroën Team ACT | AG2R Citroën Team ACT   | AG2R Citroën Team ACT |
| --------------------- | ----------------------- | --------------------- |
| Núm                   | Ciclista                | Pos                   |
| 131                   | Clément Venturini (FRA) | 90è                   |
| 132                   | Mikaël Cherel (FRA)     | 35è                   |
| 133                   | Geoffrey Bouchard (FRA) | 30è                   |
| 134                   | Dorian Godon (FRA)      | 61è                   |
| 135                   | Nans Peters (FRA)       | 75è                   |
| 136                   | Clément Berthet (FRA)   | 26è                   |
| 137                   | Ben O'Connor (AUS)      | 14è                   |

| Team Jayco AlUla JAY | Team Jayco AlUla JAY          | Team Jayco AlUla JAY |
| -------------------- | ----------------------------- | -------------------- |
| Núm                  | Ciclista                      | Pos                  |
| 141                  | Filippo Zana (ITA) (ruta)     | 47è                  |
| 142                  | Kevin Colleoni (ITA)          | 89è                  |
| 143                  | Alexandre Balmer (SUI)        | NP-3                 |
| 144                  | Alessandro De Marchi (ITA)    | 118è                 |
| 145                  | Callum Scotson (AUS)          | DNF-7                |
| 146                  | Tsgabu Grmay (ETH)            | 84è                  |
| 147                  | Christopher Juul-Jensen (DEN) | 128è                 |

| EF Education-EasyPost EFE | EF Education-EasyPost EFE               | EF Education-EasyPost EFE |
| ------------------------- | --------------------------------------- | ------------------------- |
| Núm                       | Ciclista                                | Pos                       |
| 151                       | Richard Carapaz Montenegro (ECU) (ruta) | 51è                       |
| 152                       | Esteban Chaves Rubio (COL) (ruta)       | 11è                       |
| 153                       | Rigoberto Urán (COL)                    | 10è                       |
| 154                       | Alexander Cepeda (ECU)                  | 25è                       |
| 155                       | Jonathan Caicedo Cepeda (ECU)           | DNF-7                     |
| 156                       | Simon Carr (GBR)                        | 78è                       |
| 157                       | Andrey Amador Bikkazakova (CRC)         | 103è                      |

| Team DSM DSM | Team DSM DSM          | Team DSM DSM |
| ------------ | --------------------- | ------------ |
| Núm          | Ciclista              | Pos          |
| 161          | Romain Bardet (FRA)   | DNF-7        |
| 162          | Oscar Onley (GBR)     | 39è          |
| 163          | Chris Hamilton (AUS)  | NP-2         |
| 164          | Marco Brenner (GER)   | DNF-6        |
| 165          | Lorenzo Milesi (ITA)  | 124è         |
| 166          | Martijn Tusveld (NED) | 85è          |
| 167          | Romain Combaud (FRA)  | 107è         |

| Astana Qazaqstan Team AST | Astana Qazaqstan Team AST        | Astana Qazaqstan Team AST |
| ------------------------- | -------------------------------- | ------------------------- |
| Núm                       | Ciclista                         | Pos                       |
| 171                       | David de la Cruz Melgarejo (ESP) | 68è                       |
| 172                       | Simone Velasco (ITA)             | 67è                       |
| 173                       | Vadim Pronskiy (KAZ)             | 127è                      |
| 174                       | Harold Tejada (COL)              | NP-7                      |
| 175                       | Fabio Felline (ITA)              | 119è                      |
| 176                       | Gianni Moscon (ITA)              | DNF-7                     |
| 177                       | Joe Dombrowski (USA)             | 96è                       |

| Lotto Dstny LTD | Lotto Dstny LTD           | Lotto Dstny LTD |
| --------------- | ------------------------- | --------------- |
| Núm             | Ciclista                  | Pos             |
| 181             | Milan Menten (BEL)        | 129è            |
| 182             | Andreas Kron (DEN)        | 71è             |
| 183             | Maxim Van Gils (BEL)      | 54è             |
| 184             | Lennert Van Eetvelt (BEL) | 15è             |
| 185             | Sylvain Moniquet (BEL)    | 76è             |
| 186             | Eduardo Sepúlveda (ARG)   | NP-2            |
| 187             | Rüdiger Selig (GER)       | DNF-6           |

| Israel-Premier Tech IPT | Israel-Premier Tech IPT  | Israel-Premier Tech IPT |
| ----------------------- | ------------------------ | ----------------------- |
| Núm                     | Ciclista                 | Pos                     |
| 191                     | Dylan Teuns (BEL)        | 32è                     |
| 192                     | Corbin Strong (NZL)      | 94è                     |
| 193                     | Michael Woods (CAN)      | 6è                      |
| 194                     | Guillaume Boivin (CAN)   | DNF-7                   |
| 195                     | Daryl Impey (RSA)        | 120è                    |
| 196                     | Stephen Williams (GBR)   | 100è                    |
| 197                     | Matthew Riccitello (USA) | 53è                     |

| Uno-X Pro Cycling Team UXT | Uno-X Pro Cycling Team UXT       | Uno-X Pro Cycling Team UXT |
| -------------------------- | -------------------------------- | -------------------------- |
| Núm                        | Ciclista                         | Pos                        |
| 201                        | Tobias Halland Johannessen (NOR) | 86è                        |
| 202                        | Torstein Træen (NOR)             | 57è                        |
| 203                        | Jonas Gregaard Wilsly (DEN)      | 59è                        |
| 204                        | Niklas Eg (DEN)                  | 91è                        |
| 205                        | Anders Halland Johannessen (NOR) | NP-5                       |
| 206                        | Jacob Hindsgaul Madsen (DEN)     | 112è                       |
| 207                        | Magnus Kulset (NOR)              | 79è                        |

| Caja Rural-Seguros RGA CJR | Caja Rural-Seguros RGA CJR     | Caja Rural-Seguros RGA CJR |
| -------------------------- | ------------------------------ | -------------------------- |
| Núm                        | Ciclista                       | Pos                        |
| 211                        | Jefferson Cepeda (ECU)         | DNF-7                      |
| 212                        | Joel Nicolau Beltran (ESP)     | 115è                       |
| 213                        | Abel Balderstone Roumens (ESP) | 73è                        |
| 214                        | David González López (ESP)     | DNF-7                      |
| 215                        | Julen Amézqueta Moreno (ESP)   | 105è                       |
| 216                        | Mulu Hailemichael (ETH)        | DNF-6                      |
| 217                        | Eduard Prades i Reverter (ESP) | DNF-7                      |

| Equipo Kern Pharma EKP | Equipo Kern Pharma EKP           | Equipo Kern Pharma EKP |
| ---------------------- | -------------------------------- | ---------------------- |
| Núm                    | Ciclista                         | Pos                    |
| 221                    | Roger Adrià Oliveras (ESP)       | 44è                    |
| 222                    | Raúl García Pierna (ESP)         | 65è                    |
| 223                    | Francisco Galván Fernández (ESP) | 114è                   |
| 224                    | José Félix Parra (ESP)           | 102è                   |
| 225                    | Pablo Castrillo Zapater (ESP)    | 116è                   |
| 226                    | Héctor Carretero Milla (ESP)     | DNF-7                  |
| 227                    | Pau Miquel Delgado (ESP)         | 108è                   |

| Burgos-BH BBH | Burgos-BH BBH                  | Burgos-BH BBH |
| ------------- | ------------------------------ | ------------- |
| Núm           | Ciclista                       | Pos           |
| 231           | Pelayo Sánchez Mayo (ESP)      | DNF-2         |
| 232           | Victor Langellotti (MON)       | 74è           |
| 233           | Daniel Navarro García (ESP)    | 62è           |
| 234           | José Manuel Díaz Gallego (ESP) | 18è           |
| 235           | Eric Fagúndez (URU)            | 97è           |
| 236           | Jetse Bol (NED)                | 106è          |
| 237           | Andrés Camilo Ardila (COL)     | DNF-7         |

| Euskaltel-Euskadi EUS | Euskaltel-Euskadi EUS          | Euskaltel-Euskadi EUS |
| --------------------- | ------------------------------ | --------------------- |
| Núm                   | Ciclista                       | Pos                   |
| 241                   | Mikel Bizkarra Etxegibel (ESP) | 24è                   |
| 242                   | Xabier Mikel Azparren (ESP)    | 122è                  |
| 243                   | Txomin Juaristi (ESP)          | 113è                  |
| 244                   | Unai Cuadrado (ESP)            | 101è                  |
| 245                   | Luis Ángel Maté Mardones (ESP) | 38è                   |
| 246                   | Ibai Azurmendi (ESP)           | 52è                   |
| 247                   | Mikel Iturria Segurola (ESP)   | 92è                   |

| Bora-Hansgrohe BOH | Bora-Hansgrohe BOH      | Bora-Hansgrohe BOH |
| ------------------ | ----------------------- | ------------------ |
| Núm                | Ciclista                | Pos                |
| 1                  | Jai Hindley (AUS)       | 8è                 |
| 2                  | Patrick Konrad (AUT)    | 72è                |
| 3                  | Cian Uijtdebroeks (BEL) | 9è                 |
| 4                  | Frederik Wandahl (DEN)  | 82è                |
| 5                  | Ide Schelling (NED)     | 95è                |
| 6                  | Matteo Fabbro (ITA)     | 69è                |
| 7                  | Anton Palzer (GER)      | 37è                |

| Jumbo-Visma TJV | Jumbo-Visma TJV         | Jumbo-Visma TJV |
| --------------- | ----------------------- | --------------- |
| Núm             | Ciclista                | Pos             |
| 11              | Primož Roglič (SLO)     | 1r              |
| 12              | Tobias Foss (NOR)       | 66è             |
| 13              | Koen Bouwman (NED)      | 40è             |
| 14              | Sepp Kuss (USA)         | 19è             |
| 15              | Michel Hessmann (GER)   | 117è            |
| 16              | Steven Kruijswijk (NED) | 34è             |
| 17              | Robert Gesink (NED)     | 88è             |

| UAE Team Emirates UAD | UAE Team Emirates UAD      | UAE Team Emirates UAD |
| --------------------- | -------------------------- | --------------------- |
| Núm                   | Ciclista                   | Pos                   |
| 21                    | João Almeida (POR) (ruta)  | 3r                    |
| 22                    | Adam Yates (GBR)           | 28è                   |
| 23                    | George Bennett (NZL)       | 60è                   |
| 24                    | Rafał Majka (POL)          | 36è                   |
| 25                    | Finn Fisher-Black (NZL)    | 56è                   |
| 26                    | Ivo Oliveira (POR)         | 130è                  |
| 27                    | Marc Soler i Giménez (ESP) | 4t                    |

| Ineos Grenadiers IGD | Ineos Grenadiers IGD               | Ineos Grenadiers IGD |
| -------------------- | ---------------------------------- | -------------------- |
| Núm                  | Ciclista                           | Pos                  |
| 31                   | Egan Bernal Gómez (COL)            | DNF-6                |
| 32                   | Geraint Thomas (GBR)               | 45è                  |
| 33                   | Ethan Hayter (GBR)                 | 63è                  |
| 34                   | Lucas Plapp (AUS) (ruta)           | NP-1                 |
| 35                   | Ben Tulett (GBR)                   | 87è                  |
| 36                   | Jonathan Castroviejo Nicolás (ESP) | 16è                  |
| 37                   | Salvatore Puccio (ITA)             | 80è                  |

| Intermarché-Circus-Wanty ICW | Intermarché-Circus-Wanty ICW | Intermarché-Circus-Wanty ICW |
| ---------------------------- | ---------------------------- | ---------------------------- |
| Núm                          | Ciclista                     | Pos                          |
| 41                           | Louis Meintjes (RSA)         | NP-4                         |
| 42                           | Rune Herregodts (BEL)        | 126è                         |
| 43                           | Rein Taaramäe (EST)          | 33è                          |
| 44                           | Arne Marit (BEL)             | 121è                         |
| 45                           | Laurens Huys (BEL)           | 55è                          |
| 46                           | Simone Petilli (ITA)         | 31è                          |
| 47                           | Tom Paquot (BEL)             | NP-7                         |

| Soudal Quick-Step SOQ | Soudal Quick-Step SOQ        | Soudal Quick-Step SOQ |
| --------------------- | ---------------------------- | --------------------- |
| Núm                   | Ciclista                     | Pos                   |
| 51                    | Remco Evenepoel (BEL) (ruta) | 2n                    |
| 52                    | Jan Hirt (CZE)               | 49è                   |
| 53                    | Ilan Van Wilder (BEL)        | 43è                   |
| 54                    | Louis Vervaeke (BEL)         | DNF-7                 |
| 55                    | Fausto Masnada (ITA)         | 64è                   |
| 56                    | Mattia Cattaneo (ITA)        | 70è                   |
| 57                    | Pieter Serry (BEL)           | DNF-7                 |

| Groupama-FDJ GFC | Groupama-FDJ GFC        | Groupama-FDJ GFC |
| ---------------- | ----------------------- | ---------------- |
| Núm              | Ciclista                | Pos              |
| 61               | Michael Storer (AUS)    | NP-4             |
| 62               | Bruno Armirail (FRA)    | 48è              |
| 63               | Reuben Thompson (NZL)   | 81è              |
| 64               | Lenny Martinez (FRA)    | 12è              |
| 65               | Lorenzo Germani (ITA)   | 111è             |
| 66               | Mathieu Ladagnous (FRA) | 109è             |
| 67               | Clément Davy (FRA)      | DNF-3            |

| Bahrain Victorious TBV | Bahrain Victorious TBV    | Bahrain Victorious TBV |
| ---------------------- | ------------------------- | ---------------------- |
| Núm                    | Ciclista                  | Pos                    |
| 71                     | Mikel Landa Meana (ESP)   | 5è                     |
| 72                     | Gino Mäder (SUI)          | 46è                    |
| 73                     | Jack Haig (AUS)           | DNF-7                  |
| 74                     | Hermann Pernsteiner (AUT) | 42è                    |
| 75                     | Wout Poels (NED)          | 29è                    |
| 76                     | Rainer Kepplinger (AUT)   | DNF-7                  |
| 77                     | Yukiya Arashiro (JPN)     | DNF-7                  |

| Alpecin-Deceuninck ADC | Alpecin-Deceuninck ADC  | Alpecin-Deceuninck ADC |
| ---------------------- | ----------------------- | ---------------------- |
| Núm                    | Ciclista                | Pos                    |
| 81                     | Stefano Oldani (ITA)    | 77è                    |
| 82                     | Nicola Conci (ITA)      | 58è                    |
| 83                     | Kaden Groves (AUS)      | 110è                   |
| 84                     | Xandro Meurisse (BEL)   | 83è                    |
| 85                     | Oscar Riesebeek (NED)   | NP-5                   |
| 86                     | Kristian Sbaragli (ITA) | NP-2                   |
| 87                     | Jimmy Janssens (BEL)    | DNF-6                  |

| Cofidis COF | Cofidis COF               | Cofidis COF |
| ----------- | ------------------------- | ----------- |
| Núm         | Ciclista                  | Pos         |
| 91          | Jesús Herrada López (ESP) | 17è         |
| 92          | Guillaume Martin (FRA)    | 27è         |
| 93          | Bryan Coquard (FRA)       | 98è         |
| 94          | Alexandre Delettre (FRA)  | 123è        |
| 95          | José Herrada López (ESP)  | DNF-7       |
| 96          | Hugo Toumire (FRA)        | 50è         |
| 97          | Thomas Champion (FRA)     | 125è        |

| Movistar Team MOV | Movistar Team MOV               | Movistar Team MOV |
| ----------------- | ------------------------------- | ----------------- |
| Núm               | Ciclista                        | Pos               |
| 101               | Carlos Verona Quintanilla (ESP) | 21è               |
| 102               | Iván Ramiro Sosa Cuervo (COL)   | 20è               |
| 103               | Einer Rubio (COL)               | 13è               |
| 104               | José Joaquín Rojas Gil (ESP)    | NP-4              |
| 105               | William Barta (USA)             | 41è               |
| 106               | Sergio Samitier (ESP)           | 99è               |
| 107               | Antonio Pedrero López (ESP)     | DNF-7             |

| Trek-Segafredo TFS | Trek-Segafredo TFS           | Trek-Segafredo TFS |
| ------------------ | ---------------------------- | ------------------ |
| Núm                | Ciclista                     | Pos                |
| 111                | Giulio Ciccone (ITA)         | 7è                 |
| 112                | Juan Pedro López (ESP)       | 23è                |
| 113                | Quinn Simmons (USA)          | NP-5               |
| 114                | Jon Aberasturi Izaga (ESP)   | DNF-7              |
| 115                | Kenny Elissonde (FRA)        | DNF-2              |
| 116                | Dario Cataldo (ITA)          | DNF-1              |
| 117                | Marc Brustenga Masagué (ESP) | DNF-6              |

| Arkéa-Samsic ARK | Arkéa-Samsic ARK        | Arkéa-Samsic ARK |
| ---------------- | ----------------------- | ---------------- |
| Núm              | Ciclista                | Pos              |
| 121              | Hugo Hofstetter (FRA)   | DNF-2            |
| 122              | Anthony Delaplace (FRA) | NP-2             |
| 123              | Élie Gesbert (FRA)      | 22è              |
| 124              | Louis Barré (FRA)       | 4t               |
| 125              | Maxime Bouet (FRA)      | DNF-1            |
| 126              | Łukasz Owsian (POL)     | NP-6             |
| 127              | Ewen Costiou (FRA)      | 93è              |

| AG2R Citroën Team ACT | AG2R Citroën Team ACT   | AG2R Citroën Team ACT |
| --------------------- | ----------------------- | --------------------- |
| Núm                   | Ciclista                | Pos                   |
| 131                   | Clément Venturini (FRA) | 90è                   |
| 132                   | Mikaël Cherel (FRA)     | 35è                   |
| 133                   | Geoffrey Bouchard (FRA) | 30è                   |
| 134                   | Dorian Godon (FRA)      | 61è                   |
| 135                   | Nans Peters (FRA)       | 75è                   |
| 136                   | Clément Berthet (FRA)   | 26è                   |
| 137                   | Ben O'Connor (AUS)      | 14è                   |

| Team Jayco AlUla JAY | Team Jayco AlUla JAY          | Team Jayco AlUla JAY |
| -------------------- | ----------------------------- | -------------------- |
| Núm                  | Ciclista                      | Pos                  |
| 141                  | Filippo Zana (ITA) (ruta)     | 47è                  |
| 142                  | Kevin Colleoni (ITA)          | 89è                  |
| 143                  | Alexandre Balmer (SUI)        | NP-3                 |
| 144                  | Alessandro De Marchi (ITA)    | 118è                 |
| 145                  | Callum Scotson (AUS)          | DNF-7                |
| 146                  | Tsgabu Grmay (ETH)            | 84è                  |
| 147                  | Christopher Juul-Jensen (DEN) | 128è                 |

| EF Education-EasyPost EFE | EF Education-EasyPost EFE               | EF Education-EasyPost EFE |
| ------------------------- | --------------------------------------- | ------------------------- |
| Núm                       | Ciclista                                | Pos                       |
| 151                       | Richard Carapaz Montenegro (ECU) (ruta) | 51è                       |
| 152                       | Esteban Chaves Rubio (COL) (ruta)       | 11è                       |
| 153                       | Rigoberto Urán (COL)                    | 10è                       |
| 154                       | Alexander Cepeda (ECU)                  | 25è                       |
| 155                       | Jonathan Caicedo Cepeda (ECU)           | DNF-7                     |
| 156                       | Simon Carr (GBR)                        | 78è                       |
| 157                       | Andrey Amador Bikkazakova (CRC)         | 103è                      |

| Team DSM DSM | Team DSM DSM          | Team DSM DSM |
| ------------ | --------------------- | ------------ |
| Núm          | Ciclista              | Pos          |
| 161          | Romain Bardet (FRA)   | DNF-7        |
| 162          | Oscar Onley (GBR)     | 39è          |
| 163          | Chris Hamilton (AUS)  | NP-2         |
| 164          | Marco Brenner (GER)   | DNF-6        |
| 165          | Lorenzo Milesi (ITA)  | 124è         |
| 166          | Martijn Tusveld (NED) | 85è          |
| 167          | Romain Combaud (FRA)  | 107è         |

| Astana Qazaqstan Team AST | Astana Qazaqstan Team AST        | Astana Qazaqstan Team AST |
| ------------------------- | -------------------------------- | ------------------------- |
| Núm                       | Ciclista                         | Pos                       |
| 171                       | David de la Cruz Melgarejo (ESP) | 68è                       |
| 172                       | Simone Velasco (ITA)             | 67è                       |
| 173                       | Vadim Pronskiy (KAZ)             | 127è                      |
| 174                       | Harold Tejada (COL)              | NP-7                      |
| 175                       | Fabio Felline (ITA)              | 119è                      |
| 176                       | Gianni Moscon (ITA)              | DNF-7                     |
| 177                       | Joe Dombrowski (USA)             | 96è                       |

| Lotto Dstny LTD | Lotto Dstny LTD           | Lotto Dstny LTD |
| --------------- | ------------------------- | --------------- |
| Núm             | Ciclista                  | Pos             |
| 181             | Milan Menten (BEL)        | 129è            |
| 182             | Andreas Kron (DEN)        | 71è             |
| 183             | Maxim Van Gils (BEL)      | 54è             |
| 184             | Lennert Van Eetvelt (BEL) | 15è             |
| 185             | Sylvain Moniquet (BEL)    | 76è             |
| 186             | Eduardo Sepúlveda (ARG)   | NP-2            |
| 187             | Rüdiger Selig (GER)       | DNF-6           |

| Israel-Premier Tech IPT | Israel-Premier Tech IPT  | Israel-Premier Tech IPT |
| ----------------------- | ------------------------ | ----------------------- |
| Núm                     | Ciclista                 | Pos                     |
| 191                     | Dylan Teuns (BEL)        | 32è                     |
| 192                     | Corbin Strong (NZL)      | 94è                     |
| 193                     | Michael Woods (CAN)      | 6è                      |
| 194                     | Guillaume Boivin (CAN)   | DNF-7                   |
| 195                     | Daryl Impey (RSA)        | 120è                    |
| 196                     | Stephen Williams (GBR)   | 100è                    |
| 197                     | Matthew Riccitello (USA) | 53è                     |

| Uno-X Pro Cycling Team UXT | Uno-X Pro Cycling Team UXT       | Uno-X Pro Cycling Team UXT |
| -------------------------- | -------------------------------- | -------------------------- |
| Núm                        | Ciclista                         | Pos                        |
| 201                        | Tobias Halland Johannessen (NOR) | 86è                        |
| 202                        | Torstein Træen (NOR)             | 57è                        |
| 203                        | Jonas Gregaard Wilsly (DEN)      | 59è                        |
| 204                        | Niklas Eg (DEN)                  | 91è                        |
| 205                        | Anders Halland Johannessen (NOR) | NP-5                       |
| 206                        | Jacob Hindsgaul Madsen (DEN)     | 112è                       |
| 207                        | Magnus Kulset (NOR)              | 79è                        |

| Caja Rural-Seguros RGA CJR | Caja Rural-Seguros RGA CJR     | Caja Rural-Seguros RGA CJR |
| -------------------------- | ------------------------------ | -------------------------- |
| Núm                        | Ciclista                       | Pos                        |
| 211                        | Jefferson Cepeda (ECU)         | DNF-7                      |
| 212                        | Joel Nicolau Beltran (ESP)     | 115è                       |
| 213                        | Abel Balderstone Roumens (ESP) | 73è                        |
| 214                        | David González López (ESP)     | DNF-7                      |
| 215                        | Julen Amézqueta Moreno (ESP)   | 105è                       |
| 216                        | Mulu Hailemichael (ETH)        | DNF-6                      |
| 217                        | Eduard Prades i Reverter (ESP) | DNF-7                      |

| Equipo Kern Pharma EKP | Equipo Kern Pharma EKP           | Equipo Kern Pharma EKP |
| ---------------------- | -------------------------------- | ---------------------- |
| Núm                    | Ciclista                         | Pos                    |
| 221                    | Roger Adrià Oliveras (ESP)       | 44è                    |
| 222                    | Raúl García Pierna (ESP)         | 65è                    |
| 223                    | Francisco Galván Fernández (ESP) | 114è                   |
| 224                    | José Félix Parra (ESP)           | 102è                   |
| 225                    | Pablo Castrillo Zapater (ESP)    | 116è                   |
| 226                    | Héctor Carretero Milla (ESP)     | DNF-7                  |
| 227                    | Pau Miquel Delgado (ESP)         | 108è                   |

| Burgos-BH BBH | Burgos-BH BBH                  | Burgos-BH BBH |
| ------------- | ------------------------------ | ------------- |
| Núm           | Ciclista                       | Pos           |
| 231           | Pelayo Sánchez Mayo (ESP)      | DNF-2         |
| 232           | Victor Langellotti (MON)       | 74è           |
| 233           | Daniel Navarro García (ESP)    | 62è           |
| 234           | José Manuel Díaz Gallego (ESP) | 18è           |
| 235           | Eric Fagúndez (URU)            | 97è           |
| 236           | Jetse Bol (NED)                | 106è          |
| 237           | Andrés Camilo Ardila (COL)     | DNF-7         |

| Euskaltel-Euskadi EUS | Euskaltel-Euskadi EUS          | Euskaltel-Euskadi EUS |
| --------------------- | ------------------------------ | --------------------- |
| Núm                   | Ciclista                       | Pos                   |
| 241                   | Mikel Bizkarra Etxegibel (ESP) | 24è                   |
| 242                   | Xabier Mikel Azparren (ESP)    | 122è                  |
| 243                   | Txomin Juaristi (ESP)          | 113è                  |
| 244                   | Unai Cuadrado (ESP)            | 101è                  |
| 245                   | Luis Ángel Maté Mardones (ESP) | 38è                   |
| 246                   | Ibai Azurmendi (ESP)           | 52è                   |
| 247                   | Mikel Iturria Segurola (ESP)   | 92è                   |